# Hjuri di Hjumari
Hjuri di Hjumari (in italiano: Fiori di Fiumare) è un album dei TaranProject, pubblicato per la prima volta nel 2010 e successivamente ripubblicato l'anno successivo. L'album è suddiviso in 13 brani nella prima versione, mentre nella seconda è aggiunto un altro brano, Stilla chjara.

## Tracce
1. Passa lu mari – 3:38
2. Hjuri di hjumari – 3:39
3. Lagorru d'amuri – 3:37
4. Parrami di lu suli – 3:49
5. Santu Roccu – 3:31
6. Ninna Nanna – 4:35
7. U salutu – 4:02
8. Vurria – 3:25
9. Massaru – 4:59
10. Occhji di mari – 4:52
11. Citula d'argentu – 4:29
12. Cugnu di trona – 4:22
13. Pizzicarella – 3:47
14. Stilla chjara - (bonus track) – 6:03